# Lampang (stad)
Lampang (Thais: ลำปาง) is een Thaise stad in de regio Noord-Thailand. Lampang is hoofdstad van de provincie Lampang en het district Lampang. De stad telde in 2000 bij de volkstelling 147.812 inwoners.
De Wang rivier stroomt door Lampang.
In Lampang bevindt zich de boeddhistische tempel Wat Phra That Lampang Luang, een wat uit de 15de eeuw.

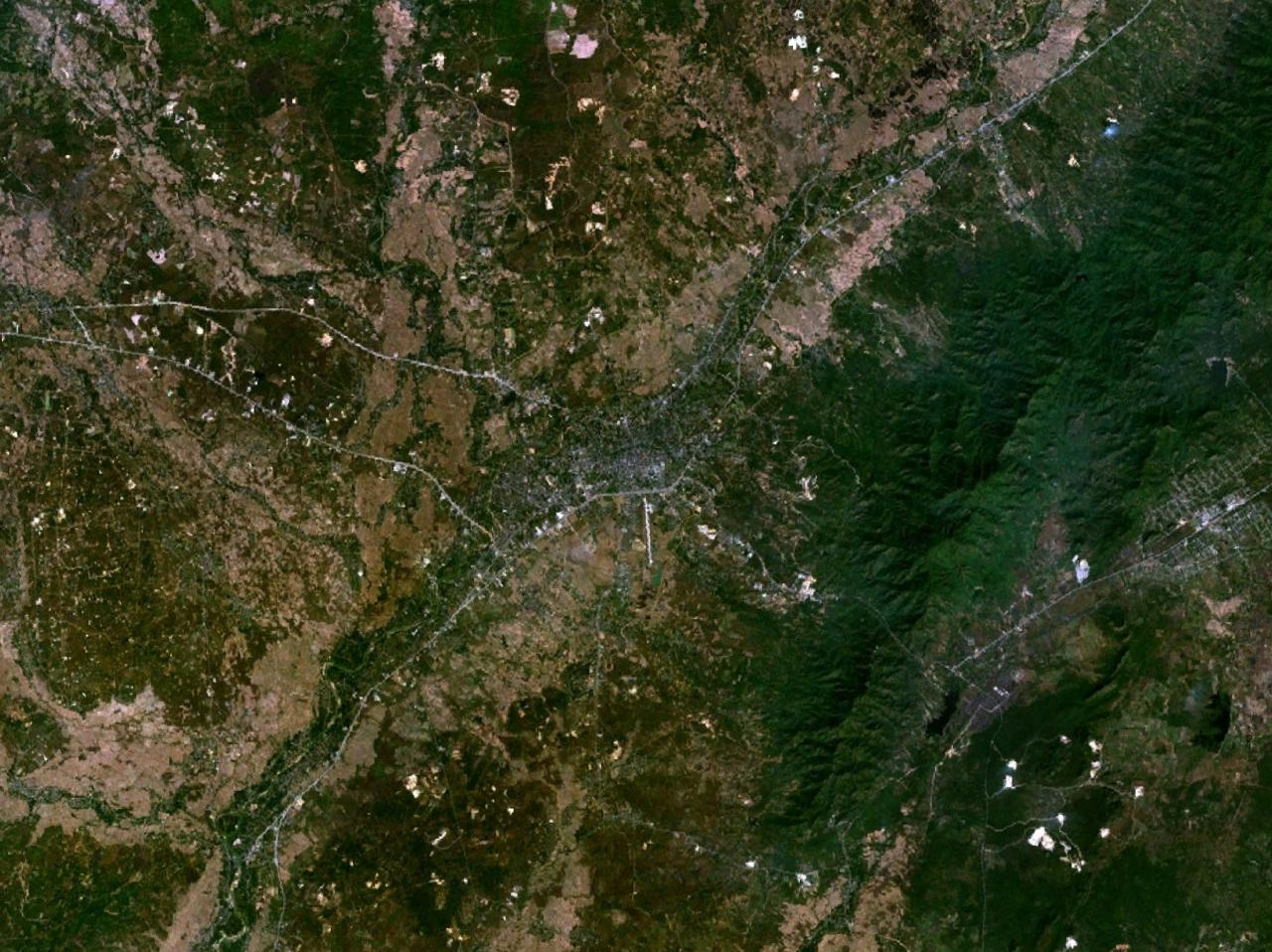
Satellietfoto van Lampang en omgeving